# Рауль Родріґес
Рауль Родріґес (англ. Raoul Rodriguez, 1 лютого 1963) — американський академічний веслувальник.
Срібний призер Олімпійських Ігор 1988 року в складі розпашної четвірки без стернового.
Срібний призер Чемпіонату світу 1989 року в складі розпашної четвірки без стернового.